# Gomphidae
Ne doivent pas être confondus avec les gomphides
Famille
La famille des Gomphidae ou Gomphidés fait partie des Anisoptères, dans l'ordre des Odonates. Il s'agit d'une famille qui a conservé des caractéristiques ancestrales comme l'espacement entre les yeux au-dessus de la tête et une asymétrie au niveau de leur thorax. Ces libellules possèdent aussi des caractéristiques distinctes évolutives comme un ovipositeur réduit à une paire minuscule de lamelle. Cette famille contient 95 genres avec près de 1000 espèces.

## Caractéristiques
Les Gomphidae ont généralement des ailes sans tache et transparentes. Les triangles des ailes antérieures et postérieures sont placés à égale distance de l'arculus et orientés vers l'apex de l'aile. Les yeux sont séparés au-dessus de la tête.

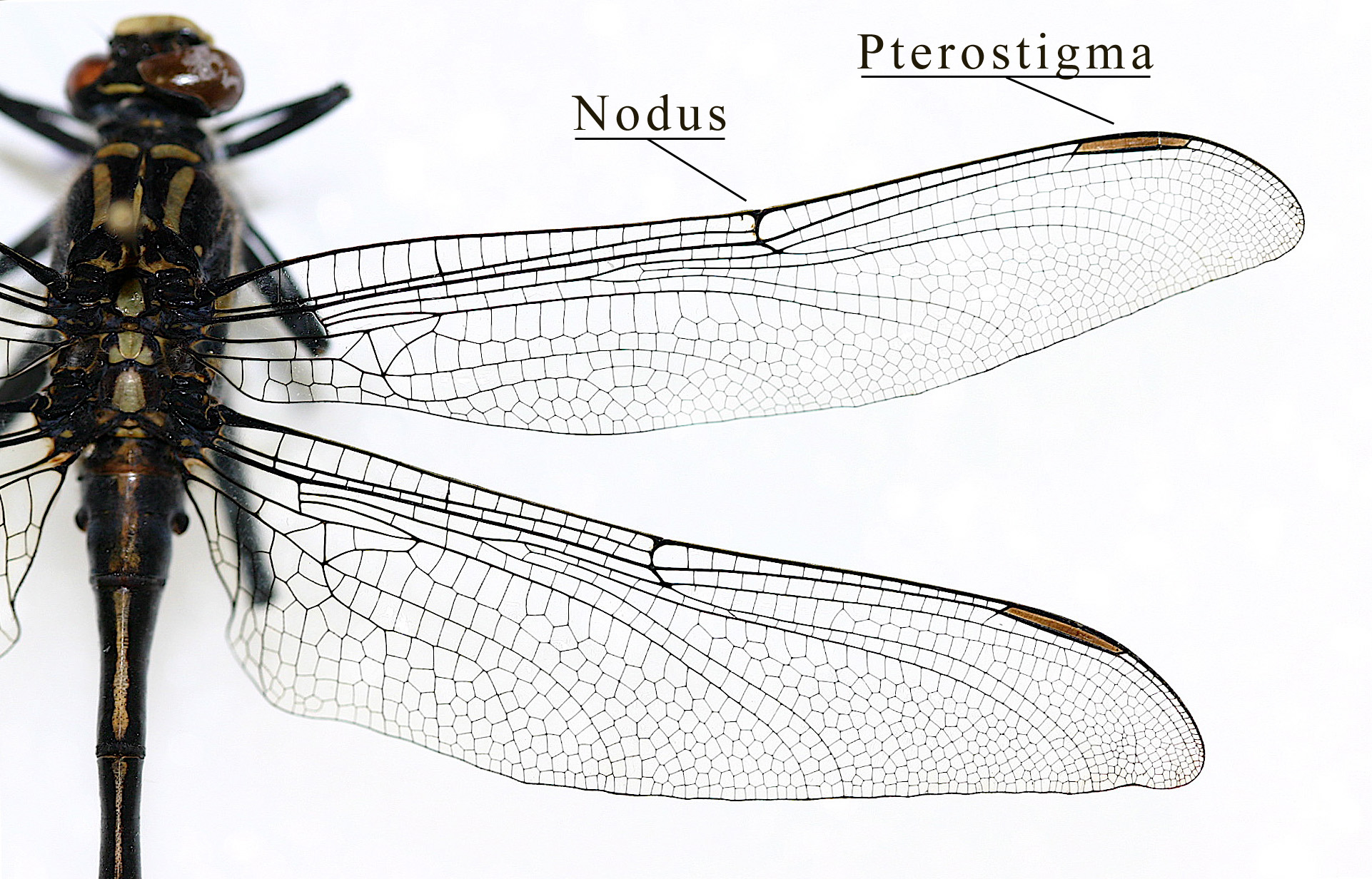
Ailes de Gomphidae
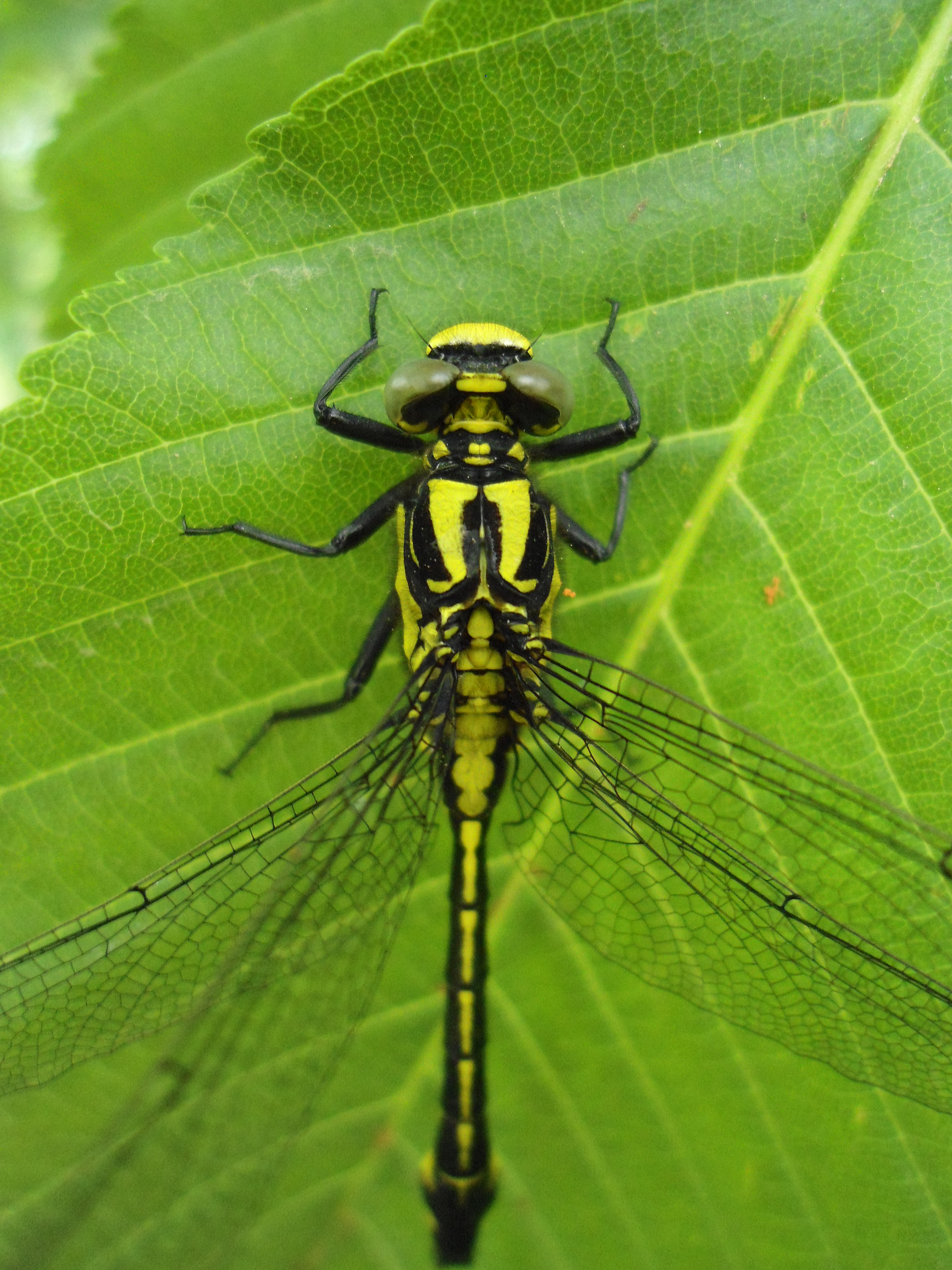
Yeux séparés de Gomphidae

## Liste des genres
Selon GBIF (5 août 2025) :
- Acrogomphus Laidlaw, 1925
- Africogomphidia Carle, 1986
- Africogomphus Fraser, 1936
- Agriogomphus Selys, 1869
- Alloprogomphus Carle, 1986
- Altaigomphus Bartenev, 1930
- Ammogomphus Förster, 1914
- Amphigomphus Chao, 1954
- Anatogomphurus Carle, 1986
- Anisogomphus Selys, 1858
- Anomalophlebia Belle, 1995
- Anormogomphus Selys, 1854
- Antipodogomphus Fraser, 1951
- Aphylla Selys, 1854
- † Araripegomphus Nel & Paicheler, 1994
- Archaeogomphus Williamson, 1919
- Arigomphus Carle, 1986
- Armagomphus Needham, 1897
- Asahinagomphus
- Asiagomphus Asahina 1985
- † Auroradraco Archibald & Cannings, 2019
- Austroarchaeogomphus Carle, 1986
- Austroepigomphus Fraser 1953
- Austrogomphus Selys 1854
- Borneogomphus Karube & Sasamoto, 2014
- Brasiliogomphus Belle, 1995
- Burmagomphus Williamson, 1907
- † Burmalindenia Schädel & Bechly, 2016
- Bursigomphus Martin, 1911
- Cacoides Cowley, 1934
- Ceratogomphus Selys, 1854
- Cinitogomphus Pinhey, 1964
- Cornigomphus Martin, 1907
- † Cratogomphus Bechly, 2010
- † Cratolindenia Bechly, 2000
- Crenigomphus Selys, 1892
- Cyanogomphus Selys, 1873
- Cyclogomphus Selys, 1854
- Cyclophylla Selys, 1854
- Davidioides Fraser, 1924
- Davidius Selys, 1878
- Dentigomphus Martin, 1911
- Desmogomphus Williamson, 1920
- Diaphlebia Selys, 1854
- Diastatomma Burmeister, 1839
- Dromogomphus Selys, 1854
- Dubitogomphus Fraser, 1940
- Ebegomphus Needham, 1944
- Eogomphus Needham, 1941
- Eoprogomphus Carle, 1986
- Epigomphus Hagen in Selys, 1854
- Erpetogomphus Selys, 1858
- Eumacrogomphus Carle, 1986
- Euthygomphus Kosterin, 2016
- Fukienogomphus Chao, 1954
- Gastrogomphus Needham, 1941
- Gomphidia Selys, 1854
- Gomphidictinus Fraser, 1942
- Gomphoides Selys, 1854
- Gomphus Leach, 1815
- Gomphurus Needham, 1901
- Guineagomphus Compte Sart, 1963
- Hagenius Selys, 1854
- Hagenoides Carle, 1986
- Heliogomphus Laidlaw, 1922
- Hemigomphus Selys, 1854
- Herpetogomphus Walsh, 1862
- Heterogomphus Selys, 1854
- † Huaxiagomphus Hong, 1988
- Hylogomphus Needham, Westfall & May, 2000
- Ictinogomphus Cowley, 1934
- Ictinus Rambur, 1842
- Idiogomphoides Belle, 1984
- † Ilerdaegomphus Martinez-Delclos, 1989
- Isomma Selys, 1892
- † Jibeigomphus Hong, 1984
- Karschiogomphus Schouteden, 1934
- Labrogomphus Needham, 1931
- Lamelligomphus Fraser, 1922
- Lanthus Needham, 1897
- Leptogomphus Selys, 1878
- Lestinogomphus Martin, 1911
- Libyogomphus Fraser, 1926
- Lindenia de Hann, 1826
- † Liogomphus Ren & Guo, 1996
- † Lithogomphus Beier, 1952
- Lobogomphus Chao, 1995
- Macrogomphus Selys, 1858
- Malgassogomphus Cammaerts, 1987
- Mastigogomphus Cammaerts, 2004
- Mattigomphus Karube & Kosterin, 2018
- Megalogomphus Campion, 1923
- Melanocacus Belle, 1986
- Melligomphus Chao, 1990
- Merogomphus Martin, 1904
- Mesogomphus Förster, 1906
- † Mesogomphus Handlirsch, 1906
- Microgomphus Selys, 1858
- † Miopetalura Zhang, 1989
- Mitragomphus Needham, 1944
- † Nannogomphus Handlirsch, 1906
- Neogomphus Selys, 1858
- Nepogomphoides Fraser, 1934
- Nepogomphus Fraser, 1934
- Neurogomphus Karsch, 1890
- Nihonogomphus Oguma, 1926
- Nilogomphus Fraser, 1928
- Notogomphus Selys, 1858
- Nychogomphus Carle, 1986
- Octogomphus Selys, 1854
- Odontogomphus Watson, 1991
- Onychogomphus Selys, 1854
- Ophiogomphus Selys, 1854
- Ophionuroides Carle, 1986
- Ophionurus Carle, 1986
- Orientogomphus Chao & Xu, 1987
- † Paracordulagomphus Bechly, 2010
- Paradavidius Chao, 1999
- Paradigma Buchecker, 1876
- Paragomphus Cowley, 1934
- Paralanthus Carle, 1986
- † Pauciphlebia Bechly, 2010
- Perigomphus Belle, 1972
- Perissogomphus Laidlaw, 1922
- Peruviogomphus Klots, 1944
- Phaenandrogomphus Lieftinck, 1964
- Phanogomphus Carle, 1986
- † Pheugothemis Handlirsch, 1906
- Phyllocycla Calvert, 1948
- Phyllogomphoides Belle, 1970
- Phyllogomphus Selys, 1854
- Platygomphus Selys, 1854
- Podogomphus BKarsch, 1890
- Praeviogomphus Belle 1995
- † Priscogomphus Schumann, 1967
- Progomphus Selys, 1854
- Pseudohagenius Carle, 1986
- Scalmogomphus Chao, 1990
- Shaogomphus Chao, 1984
- Sieboldius Selys, 1854
- Sinictinogomphus Fraser, 1939
- Sinogomphus May, 1935
- † Sinogomphus Hong, 1982
- Sinogomphus May, 1935
- Stenogomphurus Carle, 1986
- Stenogomphus Carle, 1986
- Stylogomphus Fraser, 1922
- Stylurus Needham, 1897
- Temnogomphus Laidlaw, 1922
- Thanatophora Selys, 1850
- Tibiagomphus Belle, 1992
- Tragogomphus Sjöstedt, 1900
- Trigomphus Bartenev, 1911
- † Yixiangomphus Linnaeus, 1986
- Zephyrogomphus Watson, 1991
- Zonophora Selys, 1854

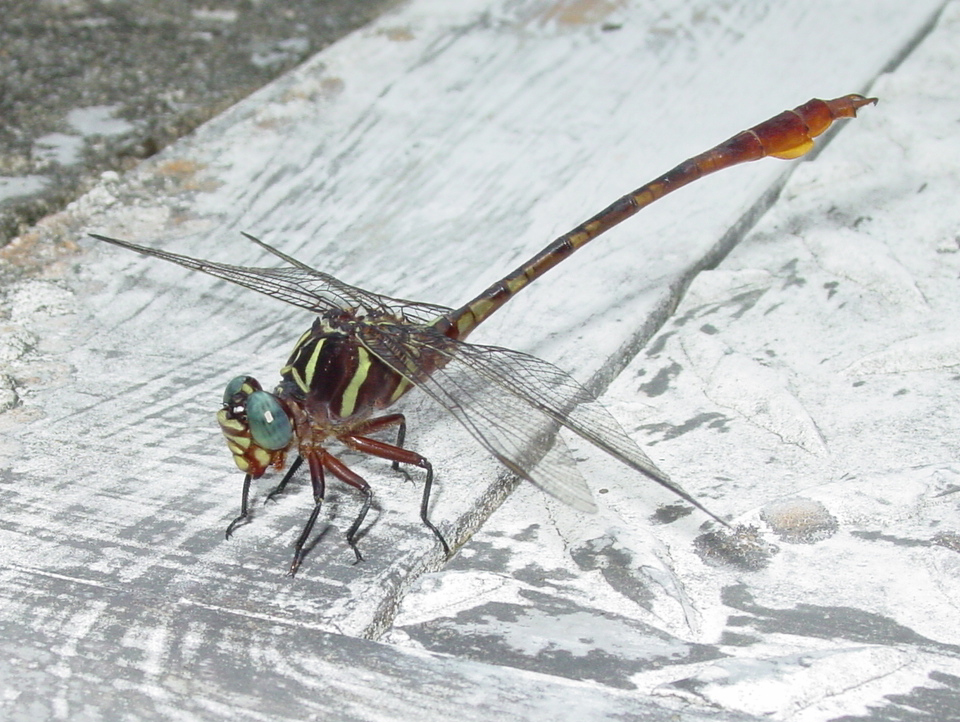
Aphylla williamsoni
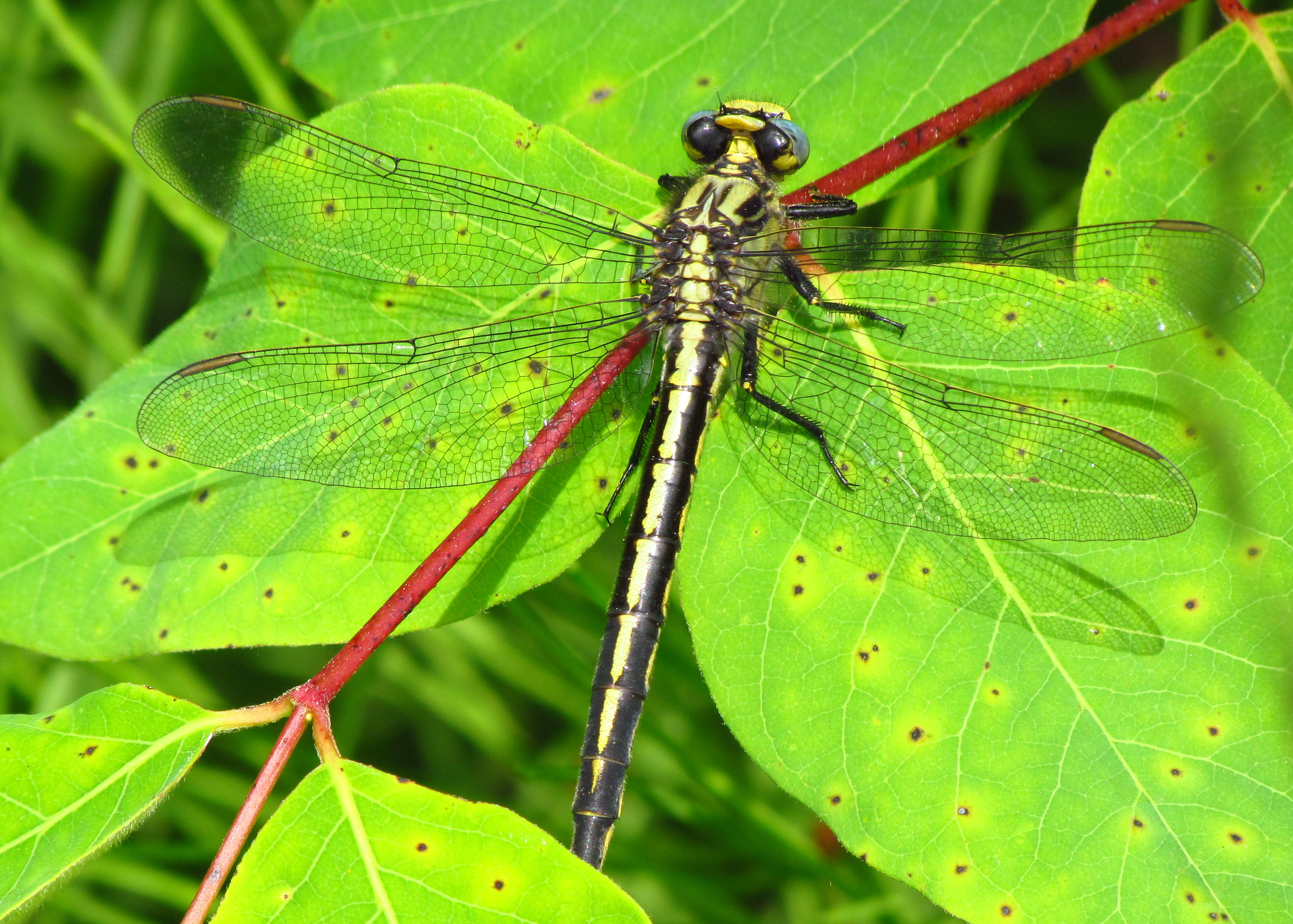
Arigomphus cornutus
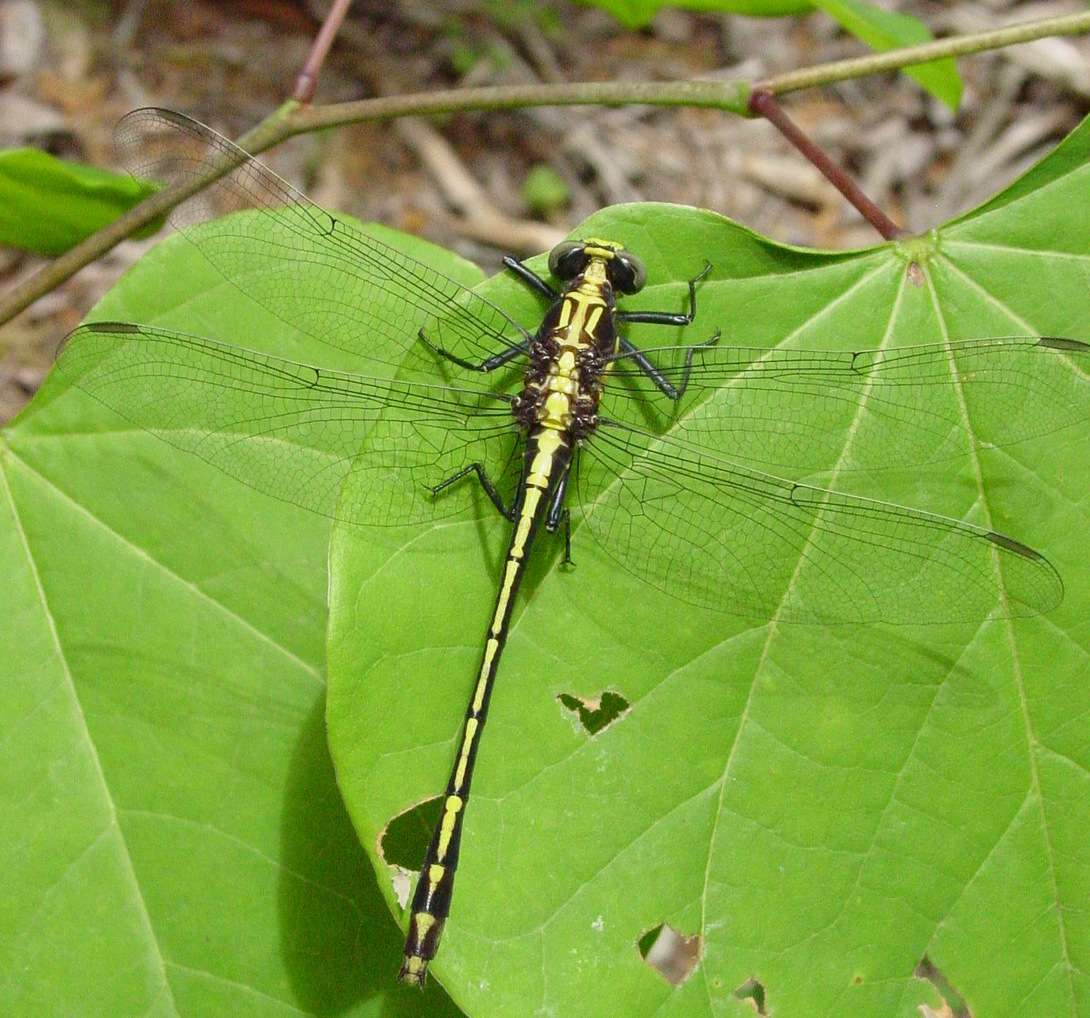
Dromogomphus spinosus
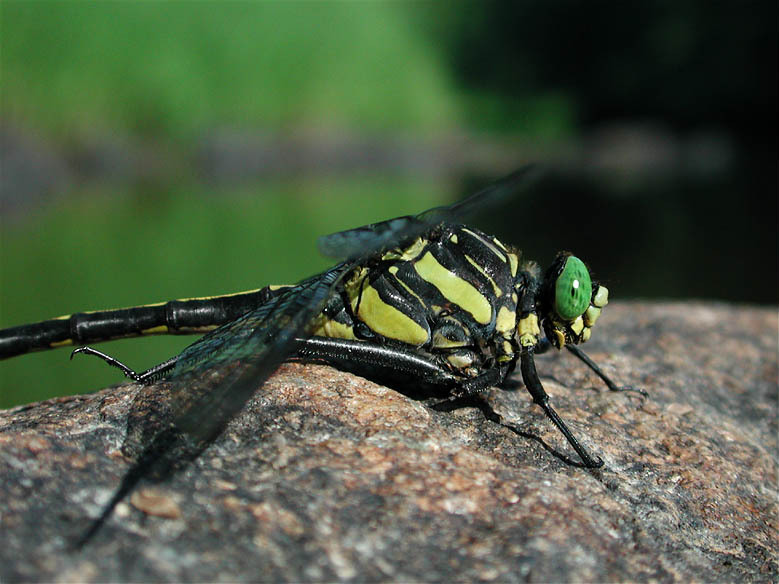
Hagenius brevistylus
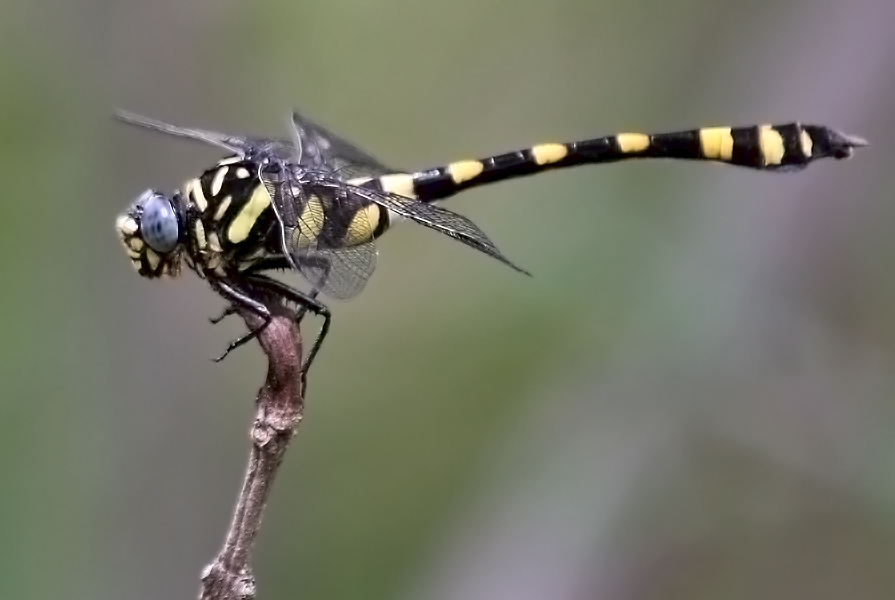
Ictiogomphus rapax
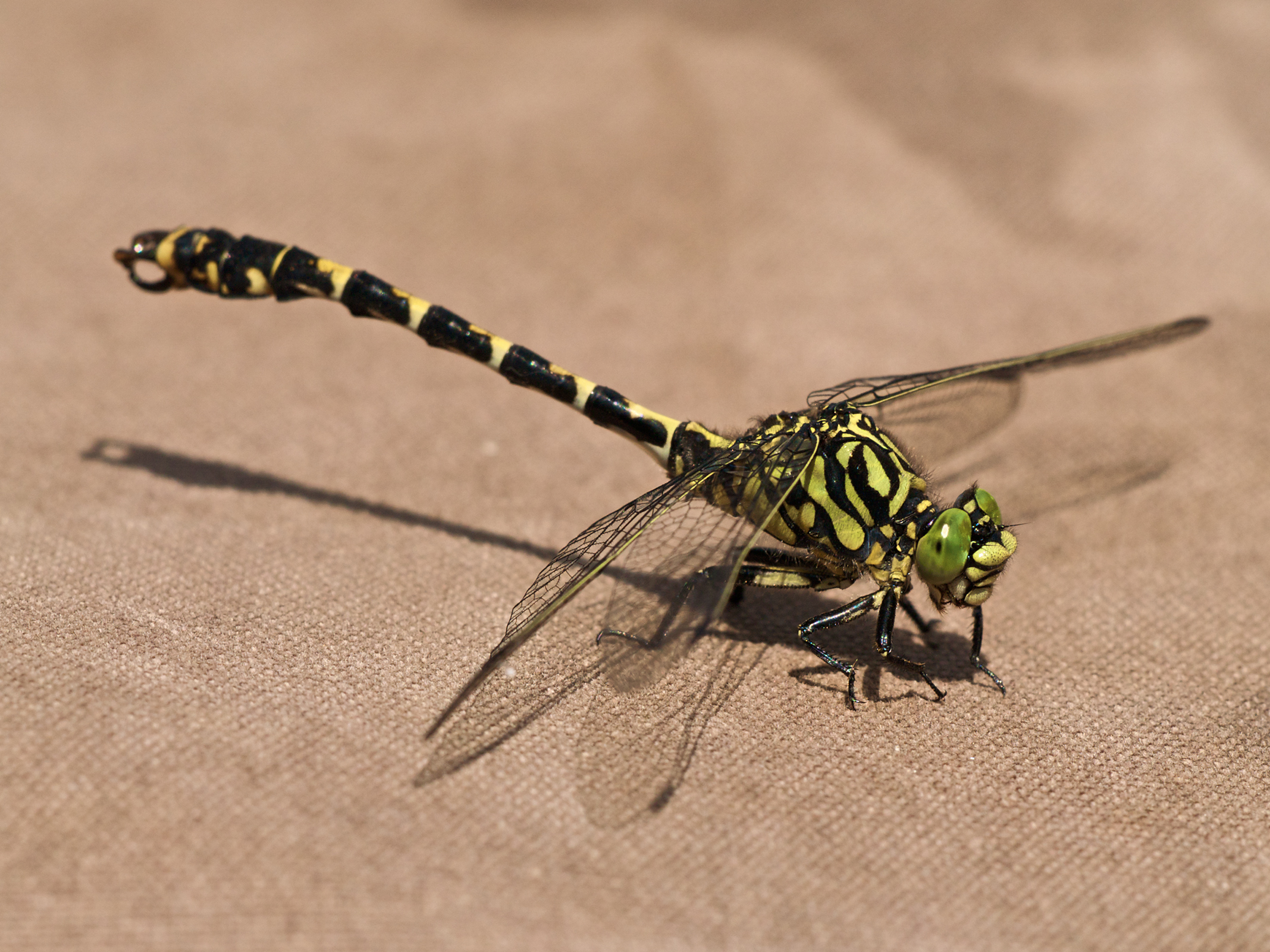
Onychogomphus forcipatus
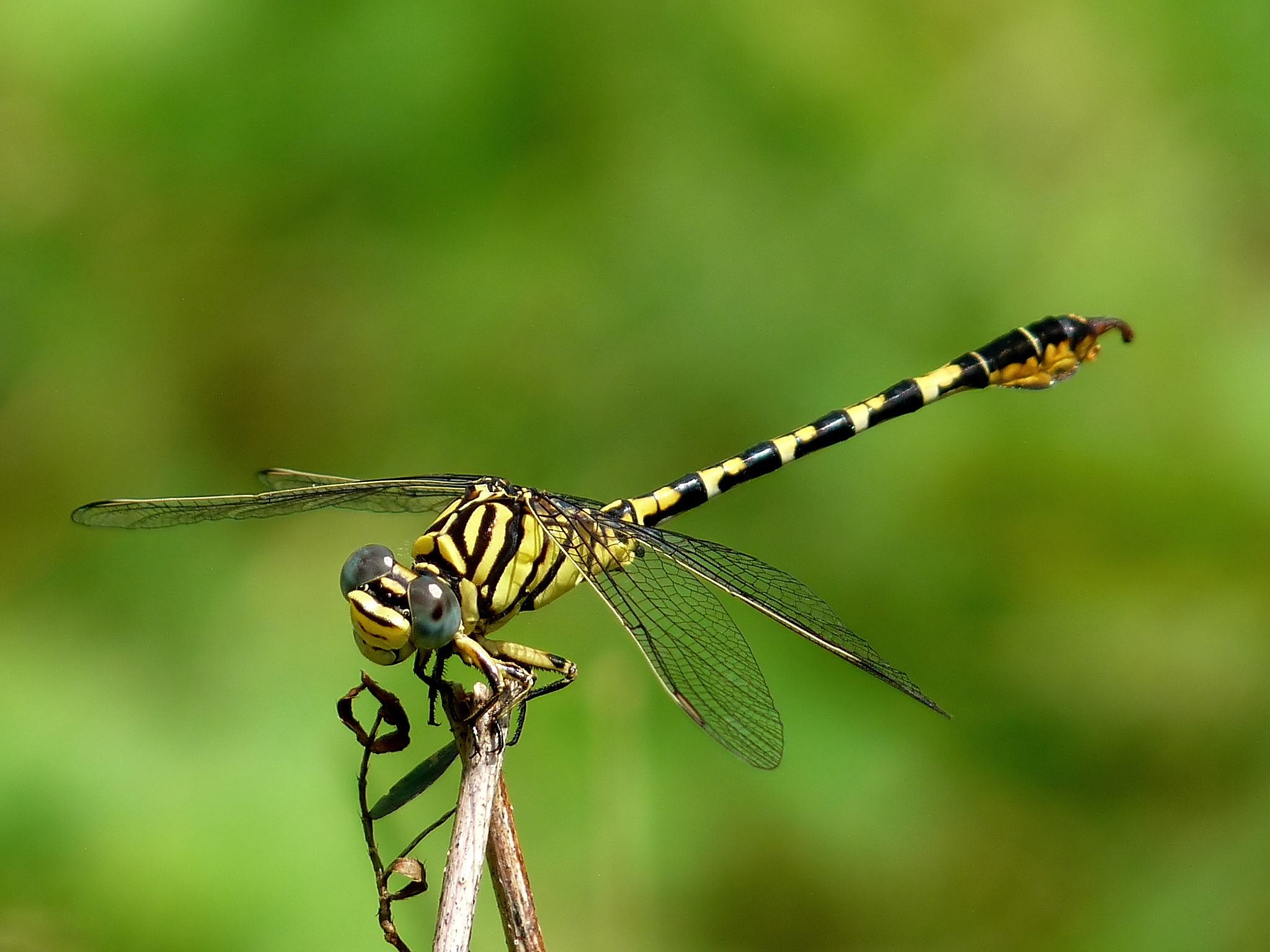
Paragomphus lineatus
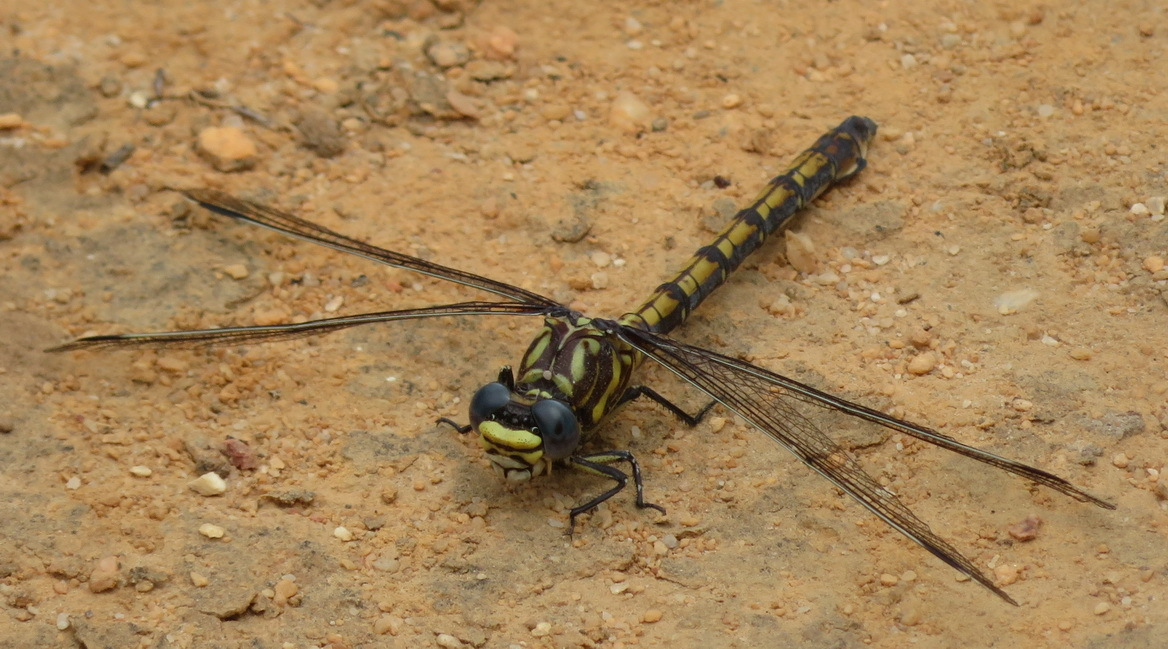
Ceratogomphus triceraticus

## Taxonomie
Le nom valide de ce taxon est Gomphidae.
Gomphidae a pour synonymes :
- Aeschna perampla (Brodie, 1845)
- Gomphidae valga Hagen, 1862
- Gomphoides occulta Hagen, 1856
- Gomphus wuluogongensis (Hong, 1985)
- Lanthus wuluogongensis (Hong, 1985)
- Libellula valga Hagen, 1862